# برگ بوی هندی
برگ بوی هندی (نام علمی: Terminalia elliptica) یک گونه از ارجون و بومی جنوب و جنوب شرقی آسیا در هند، نپال، بنگلادش، میانمار، تایلند، لائوس، کامبوج، و ویتنام است. این درخت بخش برجسته‌ای از جنگل‌های برگریز خشک و مرطوب در جنوب هند تا ۱۰۰۰ متر است. 
برگ بوی هندی درختی است با ارتفاع ۳۰ متر و قطر تنه آن ۱ متر. میوه آن بیضی‌شکل، به طول ۳ سانتی‌متر، با پنج بال خارج از راس میوه است. پوست درخت در برابر آتش مقاوم است. چوب آن زبر، نسبتاً صاف، مات و تا حدودی براق و بدون بو و مزه است. چوب حلقه درونی آن از قهوه‌ای روشن با نشانه‌های کمی تا قهوه‌ای تیره یا سیاه مایل به قهوه‌ای و با رگه‌های تیره‌تر متفاوت است. چوب صنوبر سفید مایل به قرمز و به شدت متمایز است. چوب حلقه بیرون آن نسبتاً بادوام اما در معرض حمله سوسک خاک‌اره‌ساز  است.